# Алопеусы
Алопеус (Alopaeus) или Кеттунен (Kettunen) — финские шведы ,имели титулы рыцарей Швеции и рыцарей Великого Княжества Финляндского, владетельных баронов и графов, российский дворянский род финского происхождения.

Герб Алопеусов с [http://www.heraldry.ws/a/index6.html www.heraldry.ws

## Происхождение рода
Эта семья происходит из провинции Саволар в Финляндии из свободной крестьянской семьи прихода Керимяки. Семья первоначально называлась Kettunen и первым известным представителем этой семьи является некий Томас Кеттунен, который жил около 1500 года и чей сын Андреас и внуки были проповедниками в шведских землях.
В 1616 году вместо прежнего имени Kettun(en) (фин. kettu — «лисица») семья приняла изящное имя Alopex (греч. άλώπηξ — «лисица»), из которого возникло Alopaeus.
2 сентября 1772 года Иоганн Алопеуc, чиновник в администрации Нюландского и Тавастгусского лена, был возведён в дворянство королевства Швеция под фамилией Норденсван (швед. Nordensvan). В 1777 род был внесен в рыцарский матрикул королевства Швеция под № 2114, а 26 января 1818 года -  в рыцарский матрикул Великого княжества Финляндского под № 157.
От двоюродных братьев последнего, Иоганна Давида, обер-пастора в Леппявирта, и Магнуса Постумуса, архидиакона и президента Консистории в Выборге, происходят представители российского дворянского рода Алопеусов.
Сын старшего брата, Магнус Якоб Алопеус - епископ Боргской епархии (1809-1818), директор Боргской гимназии, в 1810 году был награждён орденом Святой Анны 1-й степени, что дало ему право на потомственное дворянство Российской империи, которое он передал своим потомкам.
Младший брат, Магнус Постумус, стал отцом двух знаменитых российских дипломатов Максима Максимовича Алопеуса и Давида Максимовича Алопеуса. Максим Максимович Алопеус 28 февраля 1784 года получил индигинат в Пилтене (род был внесен в Курляндский рыцарский матрикул под № 220), а 24 марта 1798 года был награждён орденом Святой Анны 1-й степени, что дало ему право на потомственное дворянство Российской империи.
Давид Максимович Алопеус, награждён 18 июня 1808 года орденом Святой Анны 1-й степени, чем приобрел потомственное дворянство Российской империи. 10 ноября 1819 года Давид Максимович вместе со старшим сыном был возведён в баронское достоинство Великого княжества Финляндского с правом первородства (род не внесен в рыцарский матрикул), а 12 мая 1820 года возведён в графское достоинство Царства Польского. Со смертью его младшего сына, Фёдора Давидовича Алопеуса, графская ветвь рода пресеклась.

## Герб
Дворянский герб Алопеусов повторяет герб семьи Норденсван (диплом на шведское дворянство 1772 г), но с измененными цветом ключа и намёта. Этот герб был подан представителями рода при внесении рода в рыцарский матрикул Курляндии. Герб внесён в ряд гербовников: гербовник Курляндского дворянства, Балтийский гербовник, гербовник Дворянских родов русских остзейских провинций.
В голубом поле золотая перевязь вправо, обременённая чёрным ключом и сопровождаемая двумя серебряными «рейхсталерами». В нашлемнике возникающий серебряный лебедь, увенчанный упавшей пятиконечной золотой звездой (северная звезда). Намёт голубой с золотом.

Графский герб Алопеусов (диплом 1820 года) основан на дворянском гербе с внесенными в него изменениями и дополнениями, соответствующими графскому титулу.
В голубом поле золотая перевязь вправо, обременённая чёрным ключом и сопровождаемая вертикально (вместо «рейхсталеров») серебряной пятиконечной звездой сверху и серебряным двойным крестом снизу. Щит увенчан графской короной. Щитодержатели: справа – дикий человек с венком из листьев на голове и такой же повязкой на бедрах, несущий дубинку через правое плечо, слева – олень натурального цвета с золотым воротником (без кольца).

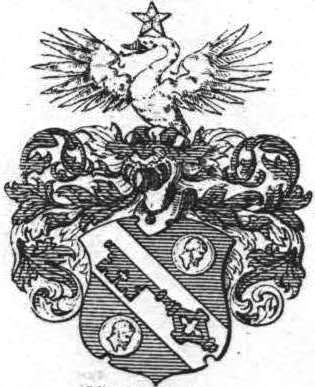
герб шведского рода Норденсван[швед.] из гербовника Шведского дворянства[6], 1890
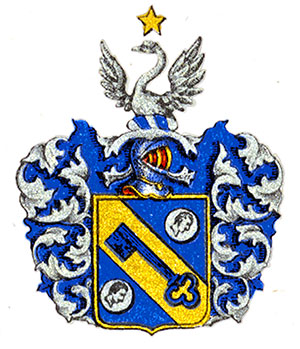
герб шведского рода Норденсван[швед.]
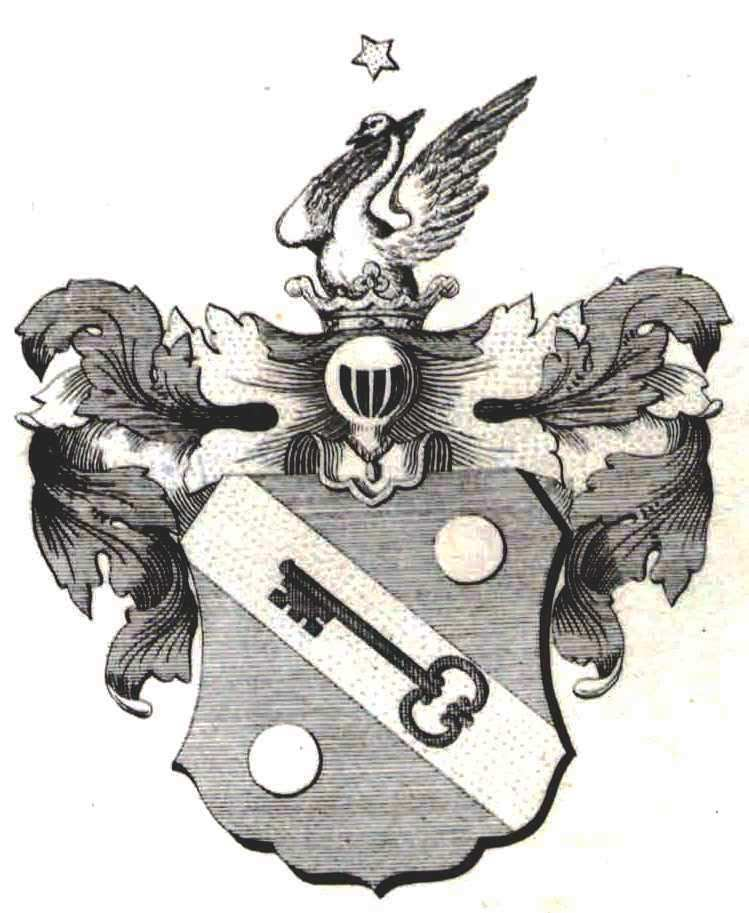
герб рода Алопеус из гербовника Курляндского дворянства[4], 1856 г.
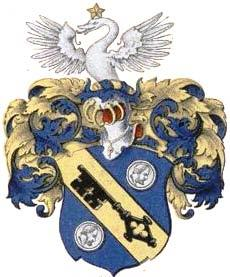
герб рода Алопеус из Балтийского гербовника[5], 1882 г.

## Персоналии
- Томас Кеттунен (Tomas Kettunen) — фермер в деревне Науккарила в волости Керимяки
  - Андреас Кеттуниус (Andreas Kettunius) — капеллан в приходе Яаски.
    - Бартольдус Кеттуниус (Bartoldus Kettunius) (?-1634) — капеллан в приходе Яаски, пробст.
      - Магнус Кеттуниус (Magnus Kettunius) (?-1666) — капеллан в приходе Яаски с 1635 года.
        - Магнус Алопеус (Magnus Alopæus) (?-12.12.1692) — капеллан в приходе Яаски с 1667 года.
          - Йоханн Алопеус (Johan Alopaeus) (1686—1748) — пастор прихода в Губаницах.
            - Самуил Алопеус (Samuel Alopaeus) (09.01.1720-14.10.1794) — учёный-естествоиспытатель, минералог, краевед, писатель, пастор. Как принято считать, он первым открыл мраморные каменоломни в Рускеале.

          - Андерс Алопеус (Anders Alopæus) (22.09.1683-08.04.1732) — пастор в Порвоо (1711), капеллан в Хирвенсалми (1712), пробст.
            - Иоханн Алопеус (Johan Alopæus) (26.09.1731-22.03.1811) — чиновник в администрации Нюландского и Тавастгусского лена. 2 сентября 1772 возведён в дворянство королевства Швеция под фамилией Норденсван[швед.] (швед. Nordensvan). В 1777 род был внесен в рыцарский матрикул королевства Швеция под № 2114, а 26 января 1818 года — в рыцарский матрикул Великого княжества Финляндского под № 157.

          - Магнус Алопеус (Magnus Alopæus) (1675—1716) — первый пробст Выборга.
            - Иоганн Давид Алопеус (Johann David Alopæus) — оберпастор в Леппявирта.
              - Магнус Якоб Алопеус[фин.] (Magnus Jacob Alopæus) (16.12.1743-08.09.1818) — епископ Боргоской епархии (1809—1818), директор Боргоской гимназии, в 1810 году награждён орденом Святой Анны 1-й степени, что дало ему право на потомственное дворянство Российской империи.
                - Пер Йоханн Алопеус[фин.] (Per Johan Alopæus) (8.10.1773-23.08.1814) — финский учитель, историк и священник.
                - Магнус Алопеус[фин.] (Magnus Alopæus) (17.09.1775-04.05.1843) — финский учитель и священник, получивший звание профессора.
                - Карл Элиас Алопеус (Karl Elias Alopæus) (?-1851)

            - Магнус Постумус Алопеус (Magnus Posthumus Alopæus) (1716—1790) — капеллан, архидиакон, третий пробст Выборга.
              - Максим Максимович Алопеус (Magnus Christoph Alopæus) (21.01.1748 — 26.05.1822) — дипломат, 28.02.1784 года получил индигинат в Пилтене, род был внесен в Курляндский рыцарский матрикул под № 220. 24 марта 1798 года награждён орденом Святой Анны 1-й степени, что дало ему право на потомственное дворянство Российской империи.
              - граф Давид Максимович Алопеус (Frans David Alopaeus) (14.12.1769-13.06.1831) — дипломат, 18.06.1808 года награждён орденом Святой Анны 1-й степени. 10 ноября 1819 года возведён вместе со старшим сыном в баронское достоинство Великого княжества Финляндского с правом первородства (род не внесен в рыцарский матрикул). 12 мая 1820 года возведён в графское достоинство Царства Польского.
                - граф Александр Давидович Алопеус (?-23.04.1841) — дипломат, умер бездетным.
                - граф Фёдор Давидович Алопеус (ок. 1810—20.04.1862) — генерал-лейтенант, одесский градоначальник (1856—1857); был женат на баронессе А. П. Фредерикс. Умер бездетным, с его смертью графский род пресёкся.

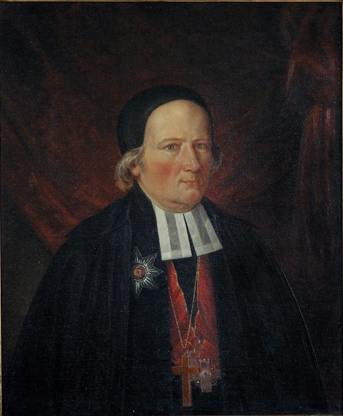
Магнус Якоб Алопеус[фин.], портрет работы Э. В. Лемуана[фин.], 1817 гг.
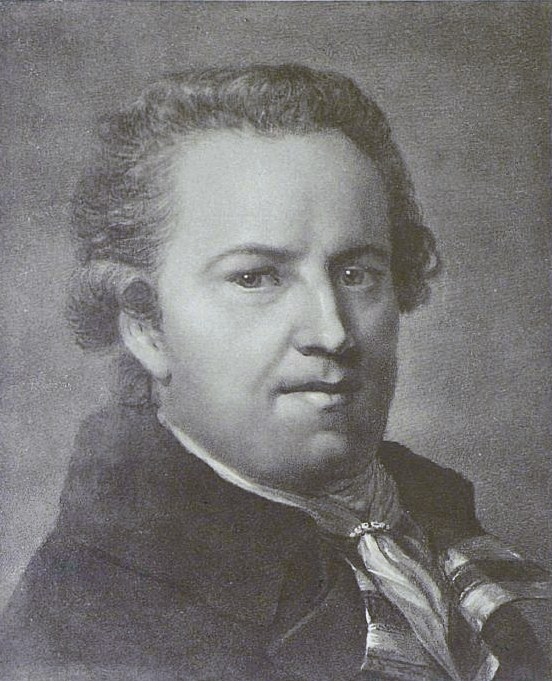
Максим Максимович Алопеус, портрет 1790-х гг.
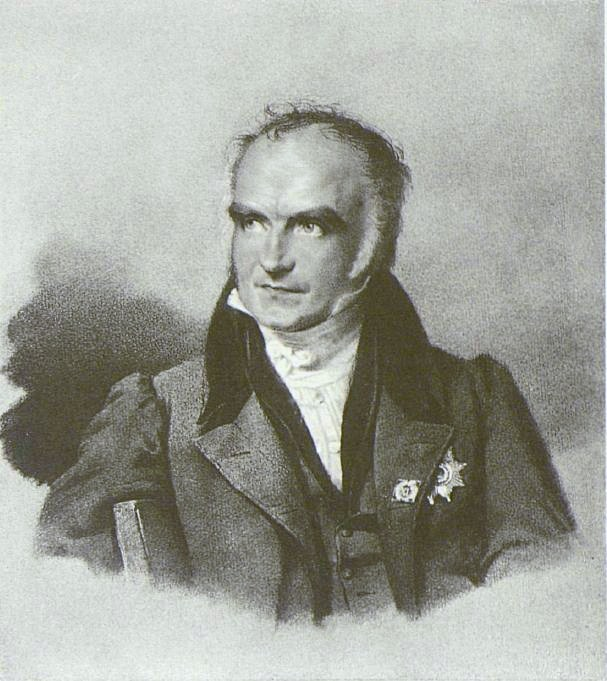
граф Давид Максимович Алопеус, портрет 1830-х гг.
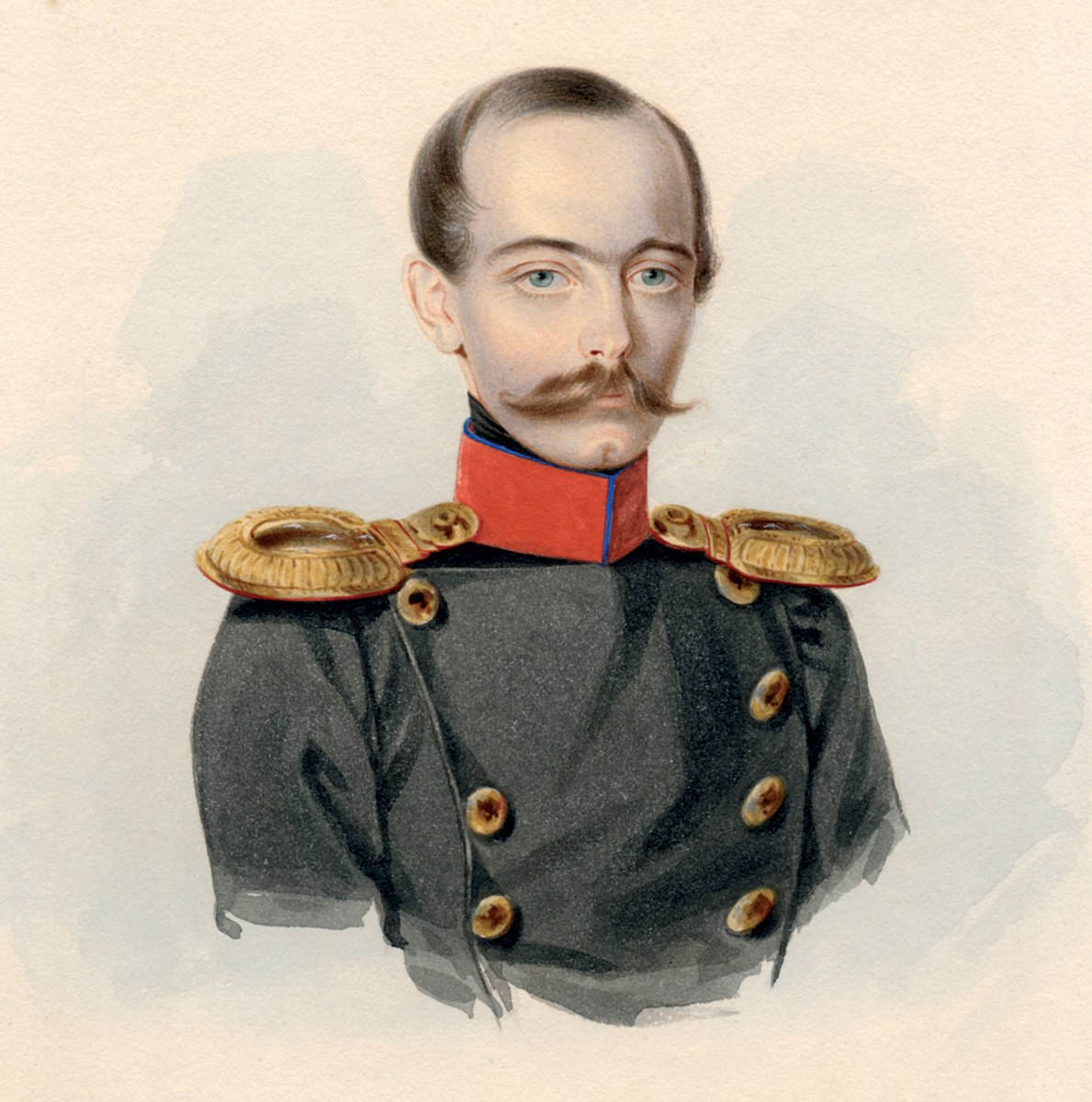
граф Фёдор Давидович Алопеус, портрет работы А. Клюндера, 1840-е

В начале XX века один из Алопеусов:
- Иван Самойлович Алопеус — состоял директором Императорского училища правоведения;
- Яков Самойлович Алопеус — генерал-лейтенант, комендант Свеаборгской крепости.